# 蒜楝屬
蒜楝屬（学名：Azadirachta），又譯為印楝屬，是楝科中的一個屬，它屬於開花植物，其下有兩個種的樹。有許多的物種被描述屬於這個屬，但是目前只有兩個種被承認，一種是產於馬來西亞的A. excelsa (Jack) Jacobs，另一種則是印度苦楝。它跟苦楝樹的親緣很近，但不是同一屬的植物。這個屬的植物常被當成草藥使用。

## 下属物种
本属包括以下物种：
- Azadirachta excelsa (Jack) Jacobs
- 印度蒜楝 Azadirachta indica A.Juss.